# ليلة الصليب المعقوف
«الصليب المعقوف» هي رواية مستقبلية للكاتب البريطاني كاثرين بورديكين، والتي كتبت تحت اسم مستعار موراي قسطنطين، نُشرت لأول مرة في عام 1937. كان الكتاب عبارة عن اختيار نادي الكتاب الأيسر في عام 1940.
إن الرواية مستوحاة من ادعاء أدولف هتلر بأن النازية ستخلق «رايخ الألف سنة».
تم نسيان الرواية لسنوات عديدة، حتى تم إعادة نشرها في الثمانينات.
وصفه المؤرخ الأدبي آندي كروفت بأنه «الأكثر أصالة من بين جميع حالات الإيستوباسات العديدة المناهضة للفاشية في أواخر الثلاثينيات».